# Ійро Тарккі
Ійро Тарккі (фін. Iiro Tarkki; 1 липня 1985, м. Раума, Фінляндія) — фінський хокеїст, воротар. Виступає за «Кярпят» у Лійзі.
Вихованець хокейної школи «Лукко» (Раума). Виступав за «Лукко» (Раума), «Хермес» (Коккола), СайПа (Лаппеенранта), СаПКо (Савонлінна), «Еспоо Блюз», «Сірак'юс Кранч» (АХЛ), «Анагайм Дакс», «Салават Юлаєв» (Уфа), «Лінчепінг».
В чемпіонатах Фінляндії — 222 матчі, у плей-оф — 34 матчі.
У складі національної збірної Фінляндії учасник чемпіонату світу 2010 (0 матчів).
Брат: Туомас Тарккі.
Досягнення
- Срібний призер чемпіонату Фінляндії (2011).